# ОСА
Океанијска пливачка асоцијација енгл. Oceania Swimming Association (ОСА) је континентално управно тело Океаније које делује у саставу ФИНА, а која окупља све националне савезе земаља Океаније у воденим спортовима: пливање, ватерполо, синхроно пливање, скокове у воду, даљинско пливање и роњење.
Асоцијација је основана у јануару 1991. током Светског првенства у воденим спортовима 1991. у Перту, Аустралија. 
На Конгресу ОСА у јуну 2008, за председника ОСА је изабран Денис Милер из Фиџија.
ОСА такође прати и води листу пливачких рекорда Океаније.

## Чланови Асоцијације
There are currently 13 member federations of the Oceania Swimming Association (listed here with their FINA abbreviation following their country name):
- Америчка Самоа (ASA) –
- Аустралија (AUS) – Swimming Australia
- Кукова острва (COK) –
- Фиџи (FIJ) – Fiji Swimming
- Микронезија (FSM) –
- Гвам (GUM) –
- Маршалска Острва (MIL) –
- Northern Mariana Islands (NMA) –
- Нови Зеланд (NZL) –
- Палау (PLW) –
- Папуа Нова Гвинеја (PNG) –
- Самоа (SAM) –
- Тахити (TAH) –

## Такмичења
Основни такмичењима у организацији ОАС-а: 
- Океанијско првенство у пливању
- Океанијско првенство у даљинском пливању
- Океанијско првенство у синхроном пливању